# Fabio Maistro
Fabio Maistro (Rovigo, Italia, 5 de abril de 1998) es un futbolista italiano. Juega como centrocampista en el S.P.A.L. de la Serie B de Italia.

## Trayectoria

### Fiorentina
Maistro se formó en las reservas de la Fiorentina y estuvo presente en el equipo Sub-19 durante las temporadas 2015-16 y 2016-17. Durante la temporada 2016-17 de la Serie A, también apareció en el banco de suplentes en numerosas ocasiones, pero nunca vio el campo. Fue liberado por la Fiorentina al final de la temporada.

### Gavorrano
El 25 de enero de 2018, Maistro se unió al Gavorrano de la Serie C como agente libre; tres días después, hizo su debut profesional como suplente, reemplazando a Giulio Favale en el minuto 63 del empate 1-1 ante el Robur Siena. El 25 de febrero, jugó su primer partido completo con Gavorrano en la derrota por 1-0 ante el Arzachena.

### Rieti
El 20 de julio de 2018 fichó por el Rieti de la Serie C.

### Lazio
En la temporada 2019 firmó con la Lazio.

### Salernitana
El 3 de agosto de 2019 fichó por la Lazio y fue cedido inmediatamente al Salernitana por una temporada.

### Pescara
El 14 de septiembre de 2020 fue cedido al Pescara.

## Selección nacional
Maistro debutó con la Selección sub-21 de Italia el 16 de noviembre de 2019, sustituyendo a Patrick Cutrone en la victoria en casa por 3-0 ante Islandia en el partido por la Clasificación para la Eurocopa Sub-21 de 2021.

## Clubes
| Club                   | País   | Año       |
| ---------------------- | ------ | --------- |
| Fiorentina             | Italia | 2016-2017 |
| Gavorrano              | Italia | 2018      |
| Rieti                  | Italia | 2018-2019 |
| Lazio                  | Italia | 2019-2022 |
| Salernitana (cesión)   | Italia | 2019-2020 |
| Pescara (cesión)       | Italia | 2020-2021 |
| Ascoli Calcio (cesión) | Italia | 2021-2022 |
| S.P.A.L.               | Italia | 2022-     |